# Hippocampus breviceps
Квргави морски коњић (Hippocampus breviceps) је зракоперка из реда Syngnathiformes и породице морских коњића и морских шила (Syngnathidae). 

## Распрострањење
Ареал врсте је ограничен на једну државу. Аустралија је једино познато природно станиште врсте.

## Станиште
Станиште врсте су морски екосистеми.

## Угроженост
Подаци о распрострањености ове врсте су недовољни.